# Errol Flynn
Errol Leslie Thomson Flynn (ur. 20 czerwca 1909 w Hobart, zm. 14 października 1959 w Vancouver) – australijsko–amerykański aktor, 
który zdobył światową sławę podczas Złotego Wieku Hollywood. Grał romantyczne, zawadiackie role. Na ekranie często partnerował Olivii de Havilland. Był kobieciarzem i prowadził hedonistyczny styl życia. Uważany był za następcę Douglasa Fairbanksa.
8 lutego 1960 otrzymał dwie własne gwiazdy w Alei Gwiazd w Los Angeles znajdujące się przy 6654 Hollywood Boulevard (film) i 7008 Hollywood Blvd. (telewizja).

## Życiorys
Był synem Lily Mary „Marelle” Young Flynn i Theodore’a Thomsona Flynna, wykładowcy (1909), a później profesora (1911) biologii morza i zoologii na Uniwersytecie w Tasmanii i Queen’s University Belfast. Miał młodszą siostrę Norę Rosemary (ur. 2 grudnia 1919, zm. 30 czerwca 1981). Gdy miał 11 lat, wraz z rodziną przeprowadził się do Sydney, gdzie uczył się w prywatnej szkole anglikańskiej Church of England Grammar School i Northshire School. Naukę kontynuował w South London College w Barnes, z której został relegowany. Wcześniej się usamodzielnił, w wieku 16 lat opuścił dom rodzinny. W 1926 przybył do Nowej Gwinei Australijskiej, gdzie został inspektorem sanitarnym w Rabaul, następnie zatrudnił się na plantacji tytoniu, został także właścicielem szkunera. W czasie pobytu w Nowej Gwinei zagrał w dokumentalnym filmie łowcę krokodyli z rzeki Sepik. Nową Gwineę Australijską miał opuścić z powodu niespłaconych długów, pozostawiając na wyspie Nowa Irlandia nieślubną córkę. Wciągu pięciu lat, dzielących wyjazd z Sydney, gdzie próbował kariery urzędniczej, a przybyciem do Londynu, gdzie zadebiutował na scenie, był także poszukiwaczem złota, plantatorem kopry, żołnierzem walczącym z Japończykami w Chinach, hazardzistą i palaczem opium w Makau, a także dziennikarzem i aktorem.
Wyjechał do Melbourne, gdzie zafascynowany nim filmowiec Charles Chauvel zaprosił go do realizacji 66–minutowego paradokumentalnego filmu W ślad za Bounty (In the Wake of the Bounty, 1933) o słynnym buncie na okręcie HMS Bounty, gdzie wystąpił w roli Fletchera Christiana. Następnie zamieszkał w Queensland, gdzie pracował przy kastrowaniu owiec, a później wyjechał do Nowej Gwinei Australijskiej, gdzie był redaktorem w lokalnej gazecie. Po przyjeździe do Anglii został aktorem w lokalnym teatrze w Northampton i w zespole teatralnym w Malvern.
Po występie w niskobudżetowym filmie Murder at Monte Carlo (1934) został dostrzeżony przez Jacka Warnera, który umożliwił mu rozpoczęcie kariery aktorskiej w Hollywood. W drugiej połowie lat 30. wystąpił m.in. jako tytułowy bohater w Kapitanie Blood (1935), major Geoffrey Vickers w Szarży lekkiej brygady (1936) i tytułowy bohater w Przygodach Robin Hooda (1938), który został uznany przez American Film Institute za 18. największego bohatera w historii amerykańskiego kina. Pod koniec dekady zagrał w filmach: Four’s a Crowd (1938), Patrol bohaterów (1938) i Dodge City (1939).
W latach 40. zagrał m.in. w filmach: Szlak do Santa Fe (1940), Zginęli na polu chwały (1941), Gentleman Jim (1942), San Antonio (1945) i Przygody Don Juana (1948). W kolejnej dekadzie wystąpił m.in. w filmach: Kim (1950), Rocky Mountain (1950), Crossed Swords (1954), Lilacs in the Spring (1955), Czarny książę (1955), Noc w Hawanie (1957) i Too Much, Too Soon (1958). Jego ostatnim filmem w karierze był Cuban Rebel Girls (1959). W tym samym roku premierę miała autobiografia Flynna pt. „My Wicked, Wicked Ways” (pol. Moje grzeszne życie), która ukazała się już po śmierci aktora.

## Życie prywatne

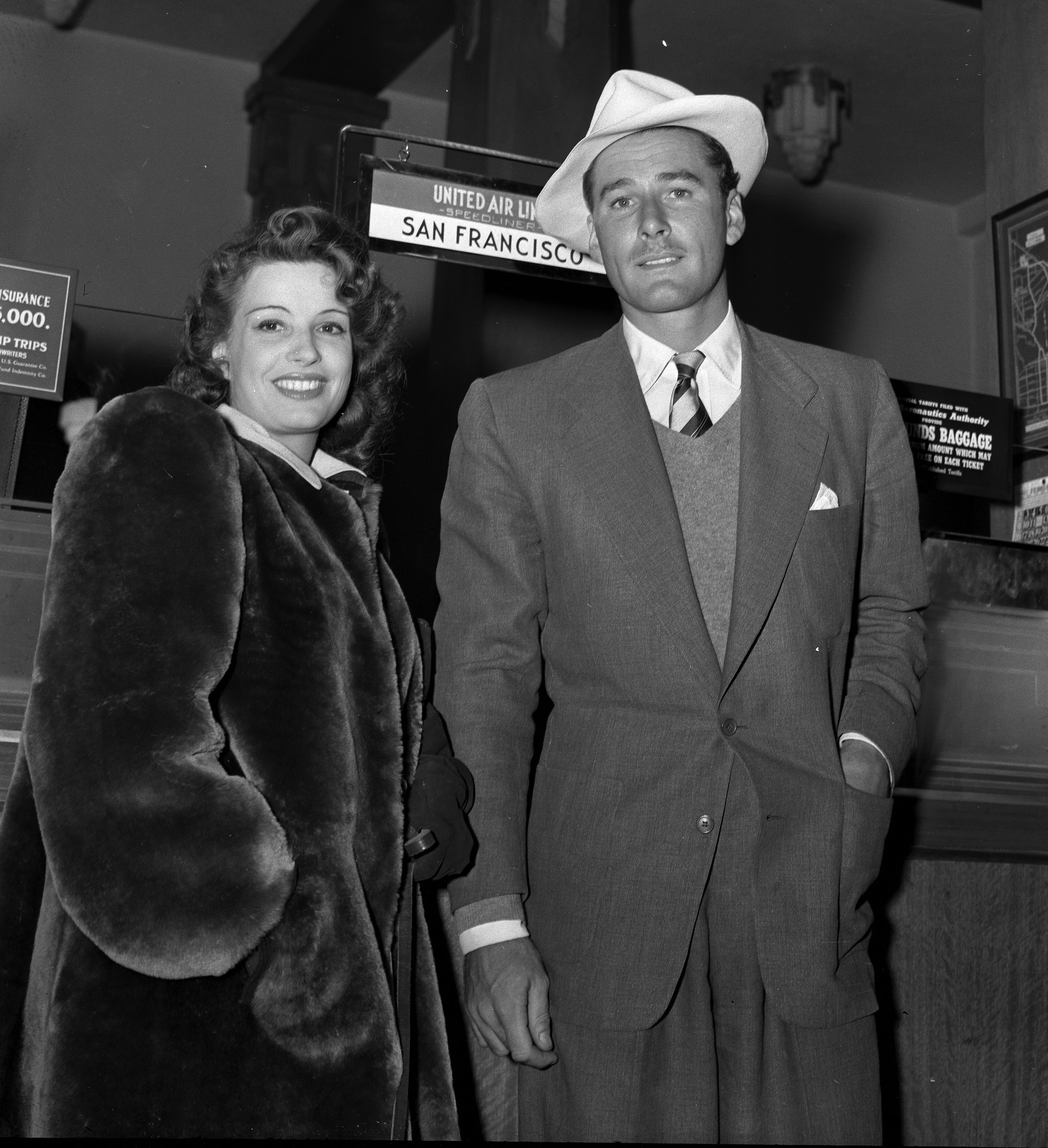
Lili Damita i Errol Flynn (1941)

Był biseksualny, sypiał głównie z kobietami, ale miewał także homoseksualne zbliżenia. W latach 30. był zaręczony z Naomi Dibbs. W 1935 ożenił się z aktorką Lili Damitą, z którą rozwiódł się niedługo po narodzinach ich syna, Seana (1941–1970). W latach 1943–1949 był mężem aktorki Nory Eddington, z którą miał dwie córki: Deirdrę i Rorę. 23 października 1950 wziął ślub z aktorką Patrice Wymore, którą porzucił jeszcze przed narodzinami ich córki, Arnelii. Nie był wierny swoim żonom. Wśród sławnych osób, z którymi miał romans, były m.in. Lupe Vélez, Olivia de Havilland, Tyrone Power i Eva Perón. Pod koniec życia był zaręczony z aktorką Beverly Aadland.
W latach 40. był sądzony za stosunki seksualne z nieletnimi kobietami (Peggy LaRue Satterlee i Betty Hansen), jednak został uniewinniony. Na początku lat 50. znów stanął przed sądem w charakterze oskarżonego o kontakty seksualne z nieletnią (Denise Duivier), ale pozew został oddalony.
Pod koniec lat 50. poddał się operacji związanej z rakiem języka, a w lipcu 1959 przeszedł zawał serca.

## Filmografia
- 1933: In the Wake of the Bounty – Fletcher Christian
- 1934: Murder at Monte Carlo – Dyter
- 1935: Kapitan Blood (Captain Blood) – doktor Peter Blood
- 1935: Don't Bet on Blondes – David Van Dusen
- 1935: The Case of the Curious Bride – Gregory Moxley
- 1935: Pirate Party on Catalina Isle – on sam
- 1936: Szarża lekkiej brygady (The Charge of the Light Brigade) – kapitan (następnie major) Geoffrey Vickers
- 1937: Zielone światło (Green Light) – doktor Newell Paige
- 1937: Another Dawn – kapitan Denny Roark
- 1937: The Perfect Specimen – Gerald Beresford Wicks
- 1937: Książę i żebrak (The Prince and the Pauper) – Miles Hendon
- 1938: Przygody Robin Hooda (The Adventures of Robin Hood) – Robin Hood (Sir Robin z Locksley)
- 1938: Siostry (The Sisters) – Frank Medlin
- 1938: Awanturnik (Four's a Crowd) – Robert Kensington Lansford
- 1938: Patrol o świcie[a] (The Dawn Patrol) – kapitan Courtney
- 1939: Dodge City – Wade Hatton
- 1939: Prywatne życie Elżbiety i Essexa (The Private Lives of Elizabeth and Essex) – Robert Devereux, hrabia Essex
- 1940: Sokół morski[b] (The Sea Hawk) – kapitan Geoffrey Thorpe
- 1940: Virginia City – kapitan Kerry Bradford
- 1940: Szlak do Santa Fe (Santa Fe Trail) – generał James Ewell Brown Jeb Stuart
- 1941: Footsteps in the Dark – Francis Monroe „Frank” Warren II / F.X. Pettibone
- 1941: Załoga bombowca (Dive Bomber) – porucznik Douglas S. „Doug” Lee
- 1941: Umarli w butach[c] (They Died with Their Boots on) – generał George Custer
- 1942: Desperate Journey – porucznik lotnictwa Terrence Forbes
- 1942: Gentleman Jim – James J. Corbett
- 1943: Show Business at War – on sam
- 1943: Thank Your Lucky Stars – on sam
- 1943: Na progu ciemności (Edge of Darkness) – Gunnar Brogge
- 1943: Northern Pursuit – kapral Steve Wagner
- 1944: Uncertain Glory – Jean Picard
- 1945: San Antonio – Clay Hardin
- 1945: Operacja Birma (Objective, Burma!) – kapitan Nelson
- 1946: Never Say Goodbye – Phil Gayley
- 1947: Dama z Szanghaju (The Lady from Shanghai) – epizod
- 1947: Cry Wolf – Mark Caldwell
- 1947: Escape Me Never – Sebastian Dubrok
- 1948: Silver River – „Mike” McComb
- 1948: Przygody Don Juana (Adventures of Don Juan) – Don Juan de Maraña
- 1949: It's a Great Feeling – Jeffrey Bushdinkle
- 1949: That Forsyte Woman – Soames Forsyte
- 1950: Rocky Mountain – kapitan Lafe Barstow (CSA)
- 1950: Kim – Mahbub Ali
- 1950: Montana – Morgan Lane
- 1951: Deep Sea Fishing – kapitan Fabian
- 1951: Hello God – człowiek na Anzio Beach
- 1951–1971: The Red Skelton Show – Wytworny włóczęga (1934-1959)
- 1951: Adventures of Captain Fabian – Kapitan Michael Fabian
- 1952: Against All Flags – Brian Hawke
- 1952: Mara Maru – Gregory Mason
- 1953: William Tell – William Tell
- 1953: Pan na Ballantrae (The Master of Ballantrae) – Jamie Durrisdeer
- 1954: Il Maestro di Don Giovanni – Renzo
- 1954: Crossed Swords – Renzo
- 1955: Czarny książę (The Dark Avenger[d]) – książę Edward
- 1955: King’s Rhapsody – Król Ryszard z Lurentii
- 1955: Lilacs in the Spring – John „Beau” Beaumont
- 1957: Noc w Hawanie (The Big Boodle[e]) – Ned Sherwood
- 1957: Słońce też wschodzi (The Sun Also Rises) – Mike Campbell
- 1957: Errol Flynn Theater – gospodarz (1957)
- 1957: Istanbul – James Brennan
- 1958: Korzenie Niebios (The Roots of Heaven) – major Forsythe
- 1958: Too Much, Too Soon – John Barrymore
- 1959: Cuban Rebel Girls – amerykański koresponent